# 四十八人目の忠臣
『四十八人目の忠臣』（しじゅうはちにんめのちゅうしん、よんじゅうはちにんめのちゅうしん）は、諸田玲子による歴史小説。『毎日新聞』夕刊にて2010年6月3日から2011年6月6日まで連載された後、毎日新聞社より2011年10月に刊行された。2012年、第1回歴史時代作家クラブ賞作品賞受賞作。
赤穂藩浅野家の江戸屋敷に奥女中として仕えるきよを主人公に、四十七士の1人・磯貝十郎左衛門と恋仲になり、吉良邸討ち入りを助け、本懐後は将軍家に近づいて赤穂浅野家の再興を図る姿を描く。
『忠臣蔵の恋〜四十八人目の忠臣〜』（ちゅうしんぐらのこい〜しじゅうはちにんめのちゅうしん〜）と題してテレビドラマ化され、NHK土曜時代劇にて2016年9月から2017年2月まで放送された。

## あらすじ
赤穂藩浅野家の江戸屋敷で、藩主の妻・阿久里の侍女として仕える15歳のきよは、浅野家の家臣で藩主・長矩の児小姓として若くして出世した磯貝十郎左衛門と恋仲にあった。武芸を奨励し、気難しい性格の長矩公がただの女中であるきよと、小姓として気に入っている十郎左衛門が一緒になることを容易に認めてくれるとは思えず、まずは外堀を埋めていこうと画策し、きよは十郎左衛門の老齢の母・貞柳尼の世話をして信頼を得ようとするが、貞柳尼は2人の思惑を簡単に見破り、主君の不興を買うような真似をしないよう釘を刺す。
長矩が勅使饗応役に任命され、藩内が慌しくなる中、阿久里の代参で五百羅漢寺に詣でたきよの目の前で、長矩と阿久里が寄進した仏像の首が抜け、何かの凶兆かと怯える。長矩が無事に役目を終えられるよう祈りながら、いつものように仕事をこなすきよたちの元に、長矩が殿中で刃傷沙汰を起こしたと知らせがもたらされる。なかなか情報が入ってこず、やきもきする家中に、長矩切腹の報が入り、事態はめまぐるしく変化する。十郎左衛門は仇討のための下準備を始め、きよは阿久里の命で浪士たちの近況を知らせる役目を負う。十郎左衛門は夫婦にはなれないときよに伝えるが、それでも構わないからと契りを交わし、束の間の幸せを噛みしめる。十郎左衛門のためだけでなく、主家のために忠義を果たさんとの強い思いで、きよは伝手を辿って吉良邸に女中として入り、吉良上野介の妻・富子に仕える。四十八人目の忠臣として、何か討ち入りのためになりたいと思っていたきよだったが、仲睦まじい老夫婦の姿を見るうちに、自分のすることを考え気がくじけていく。
そうして時は過ぎ、吉良邸への討ち入りが決行され、赤穂浪士たちは本懐を遂げる。泉岳寺へ向かう隊列を褒めたたえる群衆の中に、一人涙するきよの姿があった。助命嘆願は届かず、浪士は切腹、遺児たちには遠島処分が下された。1年と1月後、きよは新たに甲府藩主・徳川綱豊の屋敷へ奉公に上がり、間もなくして綱豊公の寵愛を受け側室となる。宝永元年（1704年）、将軍世嗣と決まり将軍・綱吉の養子となった網豊公は江戸城へ入り、名を家宣と改める。きよも側室として同行し、家宣が将軍に就任した年に男児を出産する。家宣の寵愛を得たきよは、男児を産んだ褒美として赤穂浅野家の再興と島流しとなっていた遺児たちの恩赦を願うのだった。

## 登場人物

### 主人公とその家族
きよ→喜世→左京の方→月光院〈15→20代後半〉
赤穂藩主の浅野内匠頭長矩の妻・阿久利に仕える侍女で琴の名手。その美貌から、「浅草小町」と呼ばれている。
父はかつて加賀前田家に仕えた武士であったが、由々しき事件を起こし、その身分を捨てる。父は堀内道場で槍術の指南をしていたことがある。
兄は安兵衛から剣術の稽古をつけてもらったことがある。
密かに磯貝正久と愛し合っており、いつか夫婦になりたいと思っているが長矩の刃傷沙汰で運命が変わってしまう。
浅野家断絶後、瑤泉院（阿久利）から浪士を助けるよう命じられ、「四十八人目の忠臣」になる。
磯貝と市井で身を潜め暮らしていたが、吉良家の内情を探るべく上杉家下屋敷へと奉公に上がる。その際、母の名を偽名に使う。
仇討ちの後、桜田御殿へ奉公に上がり綱豊（後の徳川家宣）の手がつき身も心も捧げ生まれ変わる覚悟を決めて体を委ね寵愛される。
綱豊（家宣）が将軍後継者として指名され、自身も側室となり江戸城西の丸大奥へ上がることとなり大奥では「左京の方」と名を改める。命を繋ぐ決心をし、やがて懐妊し、鍋松（後の徳川家継）を産む。
家宣の逝去後は、落飾し「月光院」となる。
善左衛門
4つ年上のきよの兄。暴れ者で喧嘩っ早いため、「けんかえもん」と呼ばれる。
のちに浅野家奥御殿で奉公していた時のきよの同輩・つま（後述）と夫婦になる。
きよが江戸城大奥に上がり、鍋松を産んだ前後ごろ。出家し父の後を継ぎ、林昌軒の住職になる。
勝田元哲
きよと善左衛門の父。旧名は佐藤治部左衛門。きよの祖父（父）が浅草稲荷町にある浄土真宗の寺・唯念寺の寺内に庵を設け、林昌軒と名付けた。将軍家お抱えの刀鍛冶の子持ちの妻に横恋慕、妻を捨て、養家に去り状を残し、主家に暇乞いをし、直談判に及び、女の夫が及び腰になっているすきに女と逃げ、唯念寺へ逃げ込んだ。
「かけこみ人をかくまわねばならない」とする不文律のおかげで、罪を許され、名も元哲と改め、林昌軒の住職となり、以来20年外出を控えている。その妻に病で先立たれてからはめっきり老けこんだ。
治兵衛
4つ年下のきよの弟。善左衛門と違っておとなしく聞き分けが良い。
テレビドラマには登場しない。

### 浅野家
内匠頭が起こした刃傷沙汰で、お家断絶。四十七士討ち入りから数年後。将軍の跡取りとなる、鍋松を産んだきよの嘆願により、長矩の弟・浅野大学の帰参が許され、500石の旗本として、お家再興を果たした。
浅野長矩
赤穂藩主。武士の面目を重んじ、実直・古風・熱血な人柄。
松の廊下で吉良上野介への刃傷沙汰を起こして、切腹。
阿久里
長矩の妻。
長矩の死後、剃髪。きよに対し、仇討ちを手助けするよう指示する。
滝岡
阿久利に仕える侍女頭。
落合与左衛門
阿久利付きの家老。
つま
きよと同輩の侍女。きよよりひとつ年上。
のちに善左衛門と夫婦になり、きよと義理の姉妹になる。
ほり
安兵衛の妻。弥兵衛の娘。美人ではないがさっぱりとした、気立ての良い女。

### 四十七士
浅野家お家断絶の後、浅野長広が預かりの身となった事からついに討ち入りを決意。
磯貝正久十郎左衛門
浅野家の家臣。物頭。きよとは恋仲。美少年ぶりを買われて14歳の時に児小姓に召され、近習として長矩の寵愛を一身に受け、若輩ながら異例の出世を遂げ、150石までのぼりつめる。
長矩の切腹後、髻を切り仇討ちを決意。町人に身をやつし、市井で酒屋を営みながら仇討ちの機会を密かに伺う。
堀部安兵衛
赤穂藩江戸詰の馬廻役。堀内源左衛門の高弟。
堀部弥兵衛
安兵衛の義父。ほりの父、浅野家に先々代から仕えている古参の家臣。現在は安兵衛に家督を譲っている。
村松三太夫
きよの兄の兄弟子。きよの許嫁となる。
のちにきよが十郎左衛門の酒屋から去るのと入れ替わりに、彼の酒屋で住み込む事に。
村松喜兵衛
村松家当主。三太夫の父。20石、5人扶持。次男は長矩の弟で養嫡子の大学（長広）に召し出された。
不破数右衛門
元禄10年に赤穂を出奔、浪人暮らしをしている。
前原伊助
浅野家の家臣。
毛利小平太
浅野家の家臣。
吉良家を抜け出たきよと待ち合わせをしていたが、彼女が隠密につけられている事を知り、同盟から抜ける旨を記した書状をきよに託し、自らが囮となってきよを逃がす。
隠密と斬り合いの末、絶命した。
神崎与五郎 ／ 茅野和助
浅野家の家臣。元は美作津山森家の家臣だったが、お取り潰しとなり、堀部弥兵衛の口添えで浅野家に仕官することになった。
大石内蔵助
浅野家の国家老。
浅野家お取り潰しとなった後は、京の山科にて隠居していたが、大学がお預かりとなった事でついに仇討ちを決意する。

### 吉良家
吉良上野介
高家筆頭の職にある。
松の廊下で内匠頭から斬りつけられ、額に傷を負う。
自身に処罰がなかったことが、浅野家家中と瑤泉院の恨みを買い敵として狙われることに。
富子
上野介の妻。
後にきよが吉良家の内情を探るべく、彼女の元で侍女として仕えることとなる。

### 徳川家

#### 将軍
徳川家宣
当代の将軍・綱吉の甥。
のちにきよが側室として仕えることに。
徳川綱吉
5代将軍。
徳川家継
きよが家宣との間に儲けた、第一子（家宣の3男）。
7代将軍。

#### 大奥
江島
桜田御殿へ奉公に上がった、きよの教育係となる。
のちに大奥総取締役。
お古牟→右近の方→法心院
家宣（綱豊）の側室。
桜田御殿でのきよの先輩にあたる。
愛猫家。西の丸大奥に上がってすぐ懐妊し、嫡男・家千代を産むが、早世して泣き暮らすように。
近衛煕子→天英院
家宣（綱豊）の正室（御台所）。
お須免→大典侍の方→蓮浄院
家宣（綱豊）の側室。子の授からない煕子が綱豊に薦めた愛妾。
第2子・大五郎を産むが、鍋松（家継）の産まれた同年、亡くなる。

### その他
木屋孫三郎
きよの庇護者。両国で手広く商いをしている豪商。
仙桂尼
無量院の尼。孫三郎の従妹。浅野家の先代夫人に仕え、長矩と阿久利（当代夫婦）とも親交がある。
夫人の死後、髪を下ろし、墓所の守り役となった。弟は浅野家の家臣・村松家の娘婿となり、扶持奉行を務める。
佐藤條右衛門
きよの遠縁。加賀大聖寺の郷士・佐藤氏の末裔。きよの父も佐藤氏の末裔である加賀前田家の家臣の養子となっていた縁で、血縁はないが、親戚づきあいをしている。同じく血縁はないが、堀部安兵衛の従兄である。
堀内道場の四天王の一人に数えられる。きよの父とは腕を競い合う仲であった。あばた面で、頬とまぶたに刀傷がある。きよからは「えんまのおじちゃん」と呼ばれる。
堀内源左衛門
堀内道場の主。稽古は厳しいが、人情に厚く、気性は明るく、酒を飲むと豪放磊落になる。
貞柳尼
十郎左衛門の母。十郎左衛門の吉良邸討ち入りの後、病を患い亡くなる。
松雲
本所五ツ目渡しの南にある黄檗宗の寺・五百羅漢寺の禅師。
細井広沢
儒学者。後にきよに桜田御殿への奉公を薦める。
間部詮房
家宣（綱豊）の近習。面差しが、亡き十郎左衛門と瓜二つ。
新井白石
儒学者。家宣（綱豊）の儒講。
柳沢吉保
綱吉の側用人。会話での登場。
細井とは知り合いで、将軍の跡取り候補の一人である綱豊に接近するため、細井にしかるべき女子を送り込む様頼む。
きよからはあまり良く思われていない。
細井曰く「機を見るに賢しすぎる」性格。

## 書誌情報
- 四十八人目の忠臣（2011年10月12日、毎日新聞出版、ISBN 978-4-620-10774-5）
- 四十八人目の忠臣（2014年10月17日、集英社文庫、ISBN 978-4-08-745235-8）

## テレビドラマ
『忠臣蔵の恋〜四十八人目の忠臣〜』（ちゅうしんぐらのこい〜しじゅうはちにんめのちゅうしん〜）と題して、NHK総合「土曜時代劇」枠にて2016年9月24日から2017年2月25日まで放送された。全20回。主演は武井咲で、本作が時代劇ドラマならびにNHKドラマへの初主演となる。
2016年3月、同年9月より土曜時代劇の第2弾として全20回でテレビドラマ化されることが発表された。8月、タイトル『忠臣蔵の恋〜四十八人目の忠臣〜』と、主要キャスト、放映日程などが発表され、同月13日にクランクインした。

### キャスト
- きよ→左京の方→月光院 - 武井咲（幼少 - 堰沢結愛）
- 磯貝十郎左衛門/間部詮房（2役） - 福士誠治（門六 - 込江海翔）
- 阿久利→瑤泉院 - 田中麗奈
- 堀部安兵衛 - 佐藤隆太
- 村松三太夫 - 中尾明慶
- 佐藤條右衛門 - 皆川猿時
- 勝田善左衛門 - 大東駿介（幼少 - 高山稜来）
- 毛利小平太 - 泉澤祐希
- 上杉綱憲 - 柿澤勇人
- 不破数右衛門 - 本田大輔
- 寺坂吉右衛門 - 川口覚
- つま - 宮﨑香蓮
- ほり - 陽月華
- 浅野大学長広 - 中村倫也
- 片岡源五右衛門 - 新納慎也
- 前原伊助 - 山本浩司
- 岩倉 ‐ ふくまつみ
- 滝岡 - 増子倭文江
- 成瀬 - 押元奈緒子
- 唐澤 - 福井裕子
- ちさ - 二宮郁
- みえ - 三輪ひとみ
- しの - 高田衿奈
- 侍女頭 - 松浦佐知子
- 勝田さえ - 大家由祐子
- 落合与左衛門 - 山本龍二
- 梶川与惣兵衛 - おかやまはじめ
- 貞柳尼 - 風祭ゆき
- 大石主税 - 勧修寺保都
- 大野九郎兵衛 - 越村公一
- 田中貞四郎 - 田上晃吉
- 中村清右衛門 - 大和孔太
- 高田郡兵衛 - 竹井亮介
- 奥田孫太夫 - 鈴木隆仁
- 村松喜兵衛 - 一本気伸吾
- 村松政右衛門 - 井之脇海
- 与八 - 水野智則
- 浅野内匠頭長矩 - 今井翼
- 木屋孫三郎 - 藤木孝
- 細井広沢 - 吉田栄作
- 堀内伝右衛門 - 北見敏之
- 堀内源左衛門 - 山田明郷
- 徳川吉通 - 辻本祐樹
- 色部又四郎 - 堀内正美
- 吉田忠左衛門 - 辻萬長
- 原惣右衛門 - 徳井優
- 堀部弥兵衛 - 笹野高史
- 大石内蔵助 - 石丸幹二
- 富子→梅嶺院 - 風吹ジュン
- 勝田元哲 - 平田満
- 吉良上野介義央 - 伊武雅刀
- 仙桂尼 - 三田佳子
- 甲府宰相綱豊→徳川家宣 - 平山浩行
- 江島 - 清水美沙
- 近衛熙子→天英院 - 川原亜矢子
- 須免→蓮浄院 - 野々すみ花
- 古牟→法心院 - 内藤理沙
- 新井白石 - 滝藤賢一
- 野間法印 - 麿赤児

### スタッフ
- 原作 - 諸田玲子 『四十八人目の忠臣』
- 脚本 - 吉田紀子、塩田千種
- 音楽 - 吉俣良
- 語り - 石澤典夫
- 演出 - 伊勢田雅也、清水一彦、黛りんたろう、船谷純矢
- 制作統括 - 小松昌代、山本敏彦
- 制作 - NHKエンタープライズ
- 制作・著作 - NHK

### 放送日程
第1部
| 話数   | 放送日         | サブタイトル | ラテ欄                                     | 脚本     | 演出         |
| ------ | -------------- | ------------ | ------------------------------------------ | -------- | ------------ |
| 第1回  | 2016年09月24日 | 初恋         | この初恋で運命が動き出す！                 | 吉田紀子 | 伊勢田雅也   |
| 第2回  | 10月01日       | 縁談         | 断れない縁談！男の決心！板ばさみに・・・   | 吉田紀子 | 伊勢田雅也   |
| 第3回  | 10月08日       | 画策         | 互いを思っているのに…運命の歯車が狂いだす  | 吉田紀子 | 伊勢田雅也   |
| 第4回  | 10月15日       | 事件         | 殿ご乱心！江戸城松の廊下！そして恋が悲しい | 吉田紀子 | 伊勢田雅也   |
| 第5回  | 10月22日       | 誓い         | 男たちは命をかけ、女たちは愛をかけ誓う。   | 吉田紀子 | 黛りんたろう |
| 第6回  | 10月29日       | 覚悟         | 急展開に遠くにいる人を想う。妻として。     | 吉田紀子 | 清水一彦     |
| 第7回  | 11月05日       | 新婚         | かりそめの新婚生活！密命にふたりの距離が…  | 塩田千種 | 伊勢田雅也   |
| 第8回  | 11月12日       | 二人の男     | ある男の出現で急展開！二人の最後の日に…    | 塩田千種 | 伊勢田雅也   |
| 第9回  | 11月19日       | 生死の境     | 生死の境を救うのは愛！48人目誕生の瞬間！   | 吉田紀子 | 黛りんたろう |
| 第10回 | 12月03日       | 密偵         | 吉良の屋敷へ密偵！そこには真実と愛が…      | 吉田紀子 | 黛りんたろう |
| 第11回 | 12月10日       | 吉良の顔     | 吉良の顔を知るのは私だけ！討ち入り迫る     | 吉田紀子 | 清水一彦     |
| 第12回 | 12月17日       | 討ち入りの朝 | 討ち入りの朝に見た笑顔は永遠に             | 吉田紀子 | 伊勢田雅也   |
| 第13回 | 12月24日       | 別れの雪     | 別れの雪に隠された真実と喝采！             | 吉田紀子 | 伊勢田雅也   |

第2部【大奥編】
| 話数   | 放送日         | サブタイトル | ラテ欄                               | 脚本     | 演出       |
| ------ | -------------- | ------------ | ------------------------------------ | -------- | ---------- |
| 第14回 | 2017年01月14日 | 梅の便り     | 初春の梅が運んだメッセージは愛       | 吉田紀子 | 清水一彦   |
| 第15回 | 01月21日       | 新しい道     | 新しい道！女だから出来る！始動       | 吉田紀子 | 清水一彦   |
| 第16回 | 01月28日       | 側室候補     | 女の陣！側室候補に仕組まれた夜       | 吉田紀子 | 伊勢田雅也 |
| 第17回 | 02月04日       | 江戸城大奥   | ついに大奥へ！禁断の敵陣でも負けない | 吉田紀子 | 船谷純矢   |
| 第18回 | 02月11日       | 悲願         | 本当の悲願は！明かされる女たちの姿は | 吉田紀子 | 清水一彦   |
| 第19回 | 02月18日       | 誕生         | 命がけの誕生！希望つなぐ新たな戦いが | 吉田紀子 | 清水一彦   |
| 最終回 | 02月25日       | 月光院       | ついに頂点！将軍の母に光は！         | 吉田紀子 | 伊勢田雅也 |

### 関連番組

#### 総集編
- 忠臣蔵の恋をまるごと!（2017年1月3日 10:20 - 11:52）
第1部（第1回 - 第13回）の総集編。

#### ドキュメンタリー
- もう一つの忠臣蔵の恋「赤穂藩士と歴史の中の“きよ”」（2017年1月7日 18:10 - 18:45）
出演 - 武井咲、清水美沙
語り - 塚原愛
この作品における、きよのモデル、徳川家宣の側室・喜世の人物像を実際に武井が訪れ探ったルポルタージュ。
きよ役を演じる武井咲が礒貝十郎左衛門の末裔を訪ね、十郎左衛門の人物像を探る。また、江島役を演じる清水美沙とともに喜世らが暮らした大奥での生活に迫り、喜世ゆかりの地を訪れその人生に思いを巡らせる。

### 関連商品

#### CD
- NHK土曜ドラマ「忠臣蔵の恋」オリジナル・サウンドトラック（2016年12月7日発売、アイデアルミュージック）